# ディヴィ・バーンズパブ
ディヴィ・バーンズパブ(Davy Byrnes pub)は、ダブリンのデューク・ストリート21番地にあるパブである。 ジェイムズ・ジョイスの1922年のモダニズム小説で1904年6月16日木曜日を舞台にしている『ユリシーズ』の第8章（「ライストリュゴネス族」）に登場することでも有名になった。
主人公の広告営業マン、レオポルド・ブルームは、ダブリンを散策中に、午後2時前に立ち寄り、マスタードを添えたゴルゴンゾーラチーズのサンドイッチとブルゴーニュワインを楽しむ。それ以来、このパブは小説のファンたちの巡礼地となり、ブルームのようにここに立ち寄ってチーズサンドイッチとグラスワインを楽しむ。このパブは、毎年この本とジェイムズ・ジョイスを祝うイベントが行われる6月16日のブルームの日に特に人気がある場所となっている。

ジョイスはまた、『ダブリン市民』の短編小説「対応」(Counterparts) の中で、主人公のファリントンという名の事務員が職場の上司と口論した後に訪れたバーとしてこのパブについて言及している。また、モーリス・ウォルシュの短編集『グリーン・ラッシュ』(静かなる男) でもこのパブについて言及されている。

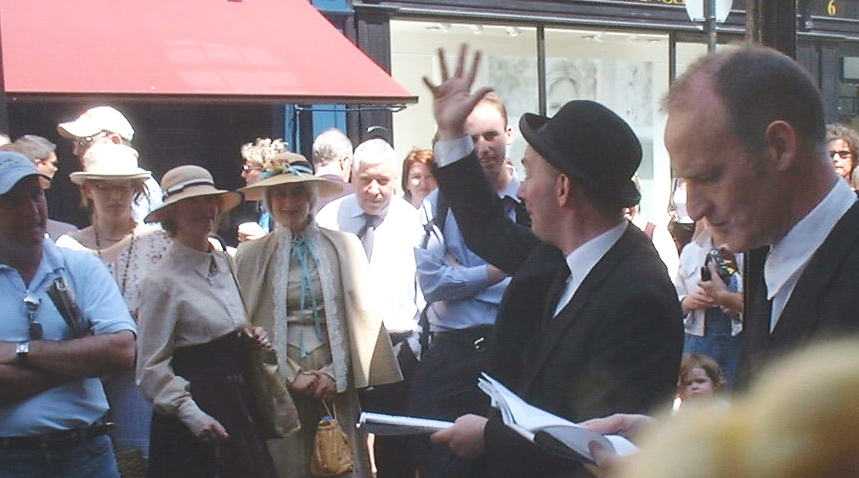
ブルームの日のディヴィ・バーンズバーの外の様子、2003年

## 最寄りの施設
- トリニティ・カレッジ・ダブリン
- マークス&スペンサー